# LADY COOL
『LADY COOL』（レディークール）は、「ジャンプLIVE」にて連載された許斐剛による日本の漫画作品。単行本は全2巻。

## 作品概要
レンタルボディガードである女性COOLが、依頼者を裏世界の人間などから守るというストーリー。本作は、作者の過去作品である 『COOL - RENTAL BODY GUARD -』と共通点を持つ。
「読者の反応によってストーリーが変わる!? 許斐メソッド（編集部命名）採用の次世代マンガ!!」とキャッチコピーが付けられており、毎回漫画の最後に二つの選択肢が提示され、読者投票の多い方を次回のストーリーに採用する形をとっていた。

## 主な登場人物
COOL（クール）
本名は不明。喫茶店JAMのレンタルボディーガード。無口で、いつも赤くて大きなラジカセを使って話す。特技は相手に外れくじを引かすこと。熱くなるとサングラスをかけ「COOL」を連呼する。前作に登場するCOOL2代目である。タイプはトリッキー。依頼料は時価。
手塚国風
喫茶店JAMのマスターで、依頼者にボディーガードの紹介をしたり、手助けをしたりする。『テニスの王子様』の青学部長手塚国光のいとこの兄である。前作ではタイプはテクニシャンだったが、今作ではテクニシャンが廃止となっているので、彼のタイプは不明。周囲からはマスターと呼ばれている。
鼓太郎
漫画家・越前たけしから命を狙われ、COOLにボディガードを依頼する。2巻目ではマスターと共に沖縄へと来る。
結城琢磨
2巻で登場。西宝芸能事務所のマネージャーをやっている。超トップアイドルの護衛をCOOLに頼んだ。護衛終了後はCOOLをCMの女王にすると言い寄るようになる。作者曰く前作の笑子ポジション。
ベイク
2巻で登場。メスの豚。サーファー子豚で有りCMにも引っ張りだこだったが、事件に巻き込まれる。事件終了後はボンベを抱えた鮫に人気を奪われ喫茶JAMのマスコット豚となる。

## 前作との関係
本作は、前作『COOL - RENTAL BODY GUARD -』の4年後と設定されており、以下の変更点が存在する。
- 喫茶店JAMの外装が変更されている。
- ボディーガードの種類が前作では「テクニシャン、パワー、スピード、トリッキー」だったのが今作では「エクスタシー、パワー、スピード、トリッキー」となっている。なお、値段は一泊二日でエクスタシーが4140000円で、スピードが50000、パワーが70000でトリッキーは時価、延長料金は30分で500円である。

## 書誌情報
- 許斐剛 『LADY COOL』 集英社〈ジャンプ・コミックス〉全2巻

1. 2013年12月9日発行（12月4日発売）、ISBN 978-4-08-880088-2
2. 2014年8月9日発行（8月4日発売）、ISBN 978-4-08-880247-3